# كلغة درة دو (قيلاب)
کلغة درة دو (بالفارسية: کلگه‌دره دو) هي قرية تقع في قسم قيلاب الريفي، بمقاطعة أنديمشك التابعة لمحافظة خوزستان، إيران. يقدر عدد سكانها بـ 625 نسمة حسب الإحصاء السكاني الذي تمّ في عام 2006.